# Protorothyrididae
Los protorotirídidos (Protorothyrididae) son una familia extinta de pequeños reptiles similares a lagartos. Como ocurre en las tortugas modernas, los cráneos de los protorotirídidos no tienen fenestras. 
Vivieron desde el Pensilvánico (finales del período Carbonífero) hasta el Asseliense (principios del Pérmico) en lo que ahora es América del Norte. También vivieron en lo que ahora es Europa.
Muchos géneros de reptiles primitivos fueron considerados como protorotirídidos. Brouffia, Coelostegus, Hylonomus y Paleothyris, por ejemplo, han sido considerados recientemente como eurreptiles basales.